# Headspace (groupe)
Pour les articles homonymes, voir Headspace.
Headspace est un groupe de metal progressif britannique formé en 2006 par Adam Wakeman, claviériste d'Ozzy Osbourne, et Damian Wilson, chanteur de Threshold.

## Historique
Headspace est formé en 2006 par le claviériste Adam Wakeman, le chanteur Damian Wilson, le guitariste Pete Rinaldi, le bassiste Lee Pomeroy et le batteur Adam Falkner. Adam Wakeman est également le claviériste d'Ozzy Osbourne et a joué pour Black Sabbath. Damian Wilson est quant à lui le chanteur de Threshold.
En 2007, le groupe sort son premier EP, intitulé I Am..., et tourne avec Ozzy Osbourne. Leur premier album studio, intitulé I Am Anonymous sort le 22 mai 2012. En 2015, Adam Falkner remplace Richard Brook à la batterie et le groupe annonce son second album, All That You Fear is Gone, qui sort le 26 février 2016.

## Membres

### Membres actuels
- Damian Wilson - chant (depuis 2006)
- Pete Rinaldi - guitare (depuis 2006)
- Lee Pomeroy - basse (depuis 2006)
- Adam Wakeman - clavier (depuis 2006)
- Adam Falkner - batterie (depuis 2015)

### Ancien membre
- Richard Brook - batterie (2006–2015)

## Discographie
- 2007 : I Am... (EP)
- 2012 : I Am Anonymous
- 2016 : All That You Fear is Gone